# Engelholms Tidning
Engelholms Tidning var en konservativ morgontidning som grundades 1867 i Ängelholm av boktryckare Carl Fredrik Blomberg. Tidningen köptes 1928 av Thure Jansson, som även förvärvade flera andra lokaltidningar i närområdet, och därefter skapade Nordvästra Skånes Tidningar som sedan 2001 ägs och utges av Helsingborgs Dagblad AB.